# Я всегда буду знать, что вы сделали прошлым летом
«Я всегда буду знать, что вы сделали прошлым летом» (англ. I’ll Always Know What You Did Last Summer) — американский художественный фильм в жанре слэшера, поставленный режиссёром Сильвеном Уайтом на основе романа «Я знаю, что вы сделали прошлым летом» писательницы Лоис Дункан и относящийся к одноимённой франшизе. Является третьей частью её киноответвления, а вместе с этим и независимым сиквелом фильма «Я всё ещё знаю, что вы сделали прошлым летом» 1998 года. В отличие от предыдущих фильмов триквел вышел непосредственно на видео и повествует о новых персонажах, которых преследует тот же антагонист.
«Я всегда буду знать, что вы сделали прошлым летом» вышел 15 августа 2006 года и вызвал исключительно негативную реакцию со стороны критиков, войдя в список фильмов с рейтингом 0 % на Rotten Tomatoes. Из-за провала фильма в рамках франшизы не выходило новых произведений вплоть до 2017 года. Четвёртый фильм вышел в 2025 году и служит прямым продолжением первых двух частей, не упоминая события третьей, но и не вычёркивая её события из канона.

## Сюжет
Эмбер Уильямс, её бойфренд Колби Паттерсон и ее друзья Зои, Роджер и Пи-Джей, поделившись планами разъехаться в разные высшие учебные заведения по всей стране, устраивают пугающий розыгрыш в городском парке развлечений. Роджер прикидывается маньяком-убийцей «Рыбаком», и начинает бегать за людьми, используя крюк, про который Роджер говорит, что именно его использовал Бен Уиллис («Рыбак»). Во время розыгрыша Пи-Джей должен был упасть с высоты на заранее подготовленные маты, но кто-то отодвинул их, и Пи-Джей упал на трубу и умер. Люди думают, что это сделал настоящий Рыбак. Колби убеждает своих друзей сжечь доказательства и держать происшедшее в секрете.
Через год Эмбер возвращается в город, и узнаёт, что Колби тоже вернулся, так как не смог продолжить учёбу. Гуляя ночью, и думая о трагедии, случившейся год назад, она случайно встречает одного из свидетелей, который видел падение Пи-Джея, полицейского по фамилии Хаффнер. Той же ночью Эмбер просыпается от звуков поступающих сообщений на мобильник, и видит 50 СМС, в каждой из которых написано «Я знаю, что вы сделали прошлым летом». Она едет в дом Зои, где находит её и группу, репетирующих для концерта. Зоя разрешает ей остаться там на ночь. На следующий день они узнают, что Роджер тоже в городе, и работает механиком на подъёмниках канатной дороги, а Колби работает спасателем в общественном бассейне, но оба злятся, когда им говорят про СМСки, так как давно оставили этот эпизод в прошлом. Эмбер атакована на подъёмнике кем-то, у кого есть крюк, но Колби не верит ей.
Позже той ночью пьяный Роджер пытается совершить самоубийство, используя крюк, которым он гонял Пи-Джея во время розыгрыша, и который он спас от огня, в котором спалили все доказательства. Однако он слышит какой-то подозрительный шум, и когда он идёт посмотреть, на него нападает Рыбак, который перерезает ему горло после погони. Колби тем временем, обдумав всё более чётко, идет к Эмбер и Зое и говорит им, что он им верит. Они направляются предупредить Роджера и находят его мёртвым вместе с запиской о самоубийстве и крюком. Приехавший полицейский Хаффнер обвиняет их в убийстве, но меняет мнение, прочтя записку о самоубийстве. После допроса они возвращаются в дом Эмбер, и видят их фотографии из школьного ежегодника, разрезанные и приклеенные к стене, в форме слова «СКОРО». Они все снова ночуют в доме Зои, а утром видят Ланса, ещё одного паренька из их группы, который показывает им сообщение «вы знаете», выцарапанное на его мотоцикле. Они соглашаются держаться все вместе ради безопасности. Колби идёт в бассейн, чтоб поплавать после смены, и появившийся на бортике человек в плаще Рыбака крюком режет ему ногу, а потом исчезает.
В ночь концерта Зои, Колби, теперь на костылях, приходит в место выступления, чтобы напиться. После выступления Зои, Эмбер и Ланс идут, чтобы поздравить её, но на неё уже напали. Зою закололи в живот, а затем бросили с балкона, и та разбивается насмерть. Эмбер и Ланс находят труп Зои и прячутся в страхе. Появляется отец Ланса, шериф Пью, но на него почти сразу набрасывается кто-то из темноты и убивает. Рыбак затем нападает на Колби на кухне, но Колби успевает схватить нож мясника и ударить Рыбака в спину. Увы, Рыбак выглядит абсолютно невредимым. Колби пытается убежать, но Рыбак, разбив окно, настигает его и убивает, воткнув крюк в рот. Тем временем Хаффнер говорит, что Роджер рассказал ему об происшествии год назад, и арестовывает Эмбер и Ланса, говоря что нашёл крюк в машине Эмбер. Открыв дверь для преступников в полицейской машине, они видят на заднем сидении труп Зои. Появляется Рыбак и начинает подходить к Хафнеру, который несколько раз стреляет в него, но Рыбаку, похоже, плевать на выстрелы. Он подходит к Хафнеру и насаживает его на шипы автопогрузчика.
Эмбер и Ланс садятся в машину и переезжают Рыбака. Однако тот встаёт и оказывается, что он и есть мёртвый, но оживший Бен Уиллис, человек, совершивший первые убийства 10 лет назад. Затем Уиллис исчезает и возникает прямо в машине, нападая на них. В борьбе Эмбер разрезает его тем самым крюком, в результате чего Рыбак исчезает. Эмбер и Ланс приходят к выводу, что крюк может нанести ему вред. Их снова атакует Уиллис и загоняет в ангар. Следует ещё одна драка, и в поединке Эмбер бьет Уиллиса в голову крюком и толкает его в молотилку, что, похоже, убивает того окончательно.
Через год Эмбер едет по пустынной местности, разговаривая с Лансом по телефону, но вдруг её колесо врывается. Она останавливает машину и роняет телефон. Уиллис появляется позади неё. Экран становится чёрным, и крик Эмбер прерывается резким звуком вонзающегося крюка.

## В ролях
| Актёр                | Роль                        |
| -------------------- | --------------------------- |
| Брук Невин           | Эмбер Уилльямс              |
| Дэвид Петкау         | Колби Паттерсон             |
| Торри Девито         | Зоуи                        |
| Бен Истер            | Лэнс                        |
| Сэт Пакард           | Роджер                      |
| Клэй Телор           | Пи Джей Дэвис               |
| Майкл Флинн          | шериф Дэвис                 |
| Кей Си Клайд         | помощник шерифа Джон Хафнер |
| Бриттани Николь Лири | Ким                         |
| Стар ЛаПойнт         | Келли                       |
| Дон Шэнкс            | Рыбак / Бен Уиллис          |

## Критика
Фильм получил крайне негативные отзывы критиков, критикующих сюжет, игру актеров, монтаж, отсутствие оригинальности, а также за введение сверхъестественных элементов в сериал, который до этого фильма был основан на реальности. На сайте-агрегаторе Rotten Tomatoes рейтинг одобрения фильма, полученный на основе 7 обзоров кинокритиков, составил 0 %. Скотт Вайнберг из DVD Talk назвал картину «подделкой 12-го поколения, которая извлекает из себя весьма вялую концепцию, которая уже „засохла“ и поблекла в первый, а то и во второй раз». Он описал режиссуру, монтаж, сценарий и актерскую игру как предсказуемые и неинтересные, в конечном итоге охарактеризовав фильм как «не столько возмутительно ужасный, сколько смертельно „сухой“ и скучный, как помои».
«Второе продолжение слэшер-саги — просто скучное».
- Cinema.
«Кровожадное второе продолжение фильма ужасов, который лишь повторяет лучшие моменты из прошлых работ».
- Lexikon des internationalen Films.